# ممنوع الاقتراب أو التصوير (فلم)
ممنوع الاقتراب أو التصوير، هو فيلم فيلم كوميدي-مصري، من إخراج وتأليف روماني سعد. الفيلم من بطولة ميرفت أمين وبيومي فؤاد ويسرا اللوزي وزكي فطين عبد الوهاب وطارق الإبياري وياسر الطوبجي ونور قدري والمطرب هاني حسن الأسمر. صدر الفيلم بتاريخ 15 مارس 2017 في مصر، وحقق إيرادات بلغت حوالي 145 ألف جنيه مصري في أول يومين من عرضه في السينما. وتدور أحداث الفيلم حول ثريا التي ترفع دعوى قضائية لاسترداد عقارها الذي تشغل إحدى أقسام الشرطة جزء منه.

## ملخص القصة
ثريا (ميرفت أمين) سيدة تنحدر من عائلة أرستقراطية عريقة، وتمتلك عقاراً كاملاً في حلوان، وداخل هذا العقار يشغل قسم شرطة حلوان جزء من العقار، وتقرر ثريا تحريك دعوى قضائية في سبيل استرداد المكان الذي يشغله قسم الشرطة من عقارها المملوك لها.

## طاقم العمل
| - ميرفت أمين: ثريا - ياسر أوتاكا - فاطمة كشري - إيمان السيد:كريمة - ابانوب مجدي - مروة الأزلي - أيمن منصور - هشام دويك - هاني حسن الأسمر:غباشي | - عبد العزيز حسن - إبراهيم ظريف - بيومي فؤاد: حمادة الصيفي - كريم الصفتي - طارق الإبياري:فاروق - زكي فطين عبد الوهاب:لطيف - نور قدري:ياسمين - محمد مهران:بسام - يوسف إبراهيم:الطفل عابدين | - يسرا اللوزي:فريال - إبراهيم البيه - ياسر الطوبجي:عادل الشناوي - أحمد السيد - لاشينة لاشين - شريف فتحي - كريستين مجدي - إسماعيل جمال - هاني مظلوم | - مريم سعيد صالح - محمد فهمي - رشا الخطيب - نورا محمد:فتاة ليل - شهد نصار:فتاة ليل - محمد الصاوي - أحمد السلكاوي:د. نصحي - رانيا يوسف:ضيف شرف - أشرف طلبة: عم علي |

## الإنتاج
في منتصف ديسمبر 2016، تعاقد المنتج مينا فايق مع الممثلتين ميرفت أمين ويسرا اللوزي على المشاركة في الفيلم، كما تم التعاقد مع المطرب مدحت صالح لتقديم الأغنية الدعائية للفيلم. وكان من المقرر أن يشارك الممثل محمد الشقنقيري في بطولة الفيلم، إلا إنه إعتذر بسبب انشغاله بالتحضير لمسلسله «العودة».

## الدعاية والإعلان
بدأ تصوير الأغنية الدعائية للفيلم بتاريخ 19 ديسمبر 2016، وهي من غناء المطرب مدحت صالح وكلمات مخرج الفيلم روماني سعد ومن ألحان خالد داغر. أما الفيديو الدعائي للفيلم فقد تم طرحه بتاريخ 1 مارس 2017 على موقع يوتيوب، وبعد حوالي إسبوع تم طرح مجموعة من المصلقات الجماعية وأخرى منفردة لطاقم العمل.

## التصوير
كان المقرر بدأ تصوير الفيلم في 19 نوفمبر 2016 إلا إنه تم تأجيل التصوير إلى فترة لاحقة بسبب ارتفاع ميزانية الفيلم عن التي حددتها الشركة المنتجة، وتم الانتهاء من التصوير في منتصف شهر يناير 2017.

## الصدور
كان من المقرر طرح الفيلم في دور السينما بتاريخ 25 فبراير 2017، إلإ إنه تم تأجيله إلى 15 مارس 2017. وكذلك تم تحديد 14 مارس 2017 لإقامة العرض الخاص بالفيلم، ولكن تم تأجيله إلى يوم أخر بسبب انشغال أبطال الفيلم بتصوير مسلسلات رمضان 2017.

## روابط خارجية
- مقالات تستعمل روابط فنية بلا صلة مع ويكي بيانات